# Andries Baart sr.
Andries Baart sr. (Hoorn, 30 augustus 1885 – Leeuwarden, 10 december 1969) was een Nederlandse architect. Hij wordt in de regel vermeld met de toevoeging senior ter onderscheid van zijn gelijknamige zoon, de restauratie-architect Andries Baart jr.

## Leven en werk
Baart was een zoon van Andries Baart, kapper in Hoorn, en Trijntje de Wit. Hij werd opgeleid als timmerman en bouwkundig tekenaar en kwam in 1901 in dienst bij de gemeentearchitect van Hoorn. Hij werkte vervolgens als bouwkundig tekenaar en leraar in Haarlem, Leiden, Den Haag (hij was chef-tekenaar aan het Vredespaleis) en Nijmegen. In 1914 werd hij benoemd tot onderdirecteur van de ambachtsschool in Leeuwarden en verhuisde het gezin naar Friesland. Na zijn benoeming tot directeur van de ambachtsschool in Amersfoort, woonde het gezin een aantal jaren (1916-1920) in Amersfoort. In 1920 vestigde hij zich definitief als architect in Leeuwarden. 
Baart ontwierp onder meer woningen, scholen en kantoren en was betrokken bij de restauratie van kerken. In 1929 ontwierp hij voor zichzelf een woonhuis met kantoor aan de Emmakade in Leeuwarden. Baart gaf tot 1937 les aan de middelbare technische school, waarvoor hij in 1935 een nieuw gebouw ontwierp. De mts geniet, net als een aantal andere werken van Baart, bescherming als rijksmonument. 
Baart was lid van de Bond van Nederlandse Architecten, voorzitter van de Friesche Bouwkring, lid van de provinciale welstandscommissie en van de vrijmetselaarsloge "De Friesche Trouw". Hij publiceerde ook over bouwkunst, onder andere in het Bouwkundig Weekblad Architectura.
Hij overleed in 1969, op 84-jarige leeftijd.

## Enkele gerealiseerde werken
- 1923 Fundament voor de Mercuriusfontein van Gustav Adolf Bredow, Leeuwarden. (Rijksmonument)
- 1927 Villa Zonneweelde, Harlingerstraatweg 2B, Leeuwarden. (Rijksmonument)
- 1929 dubbel woonhuis, Emmakade 96-96a, Leeuwarden.
- 1932 Ambachtsschool, Mimosastraat, Zwolle. Met Lourens Krook.(Rijksmonument)
- 1933 Ambachtsschool, Churchillweg, Wageningen.
- 1935-1936 mts, Molenstraat / Westerparkstraat, Leeuwarden. (Rijksmonument)
- 1936-1937 Bankgebouw Coöperatieve Zuivelbank, Zaailand 110, Leeuwarden. Met J.E. Wiersma. (Rijksmonument)
- 1938 Huize De Balhof, 't Oost 56, Oosterwolde. (Rijksmonument)
- 1939 Gemeentehuis van Dwingeloo. (Rijksmonument)
- 1939 Raadhuis van Hemelumer Oldeferd in Koudum.
- 1941-1943 uitbreiding stadhuis van Bolsward.
- 1945 Oorlogsmonument Dankbaar Leeuwarden aan het Spoorwegpersoneel, station Leeuwarden.
- 1946 Van Eysingabank, Prinsentuin (Leeuwarden).
- 1951-1952 Coöp Boerenleenbank, Beursstraat / Noordzijde, Emmeloord.
- 1953-1960 Buitenschool, Leeuwarden.

Restauraties
- 1927 woonhuis Bij de Put 15, Leeuwarden. Met H.H. Kramer.
- 1939-1942 Sint-Annakerk (Hantumhuizen)
- 1955-1958 Martinikerk (Bolsward)
- 1954-1955 Hervormde kerk (Schraard)
- 1969 toren van de Sint-Ceciliakerk (Oosternijkerk)

## Galerij

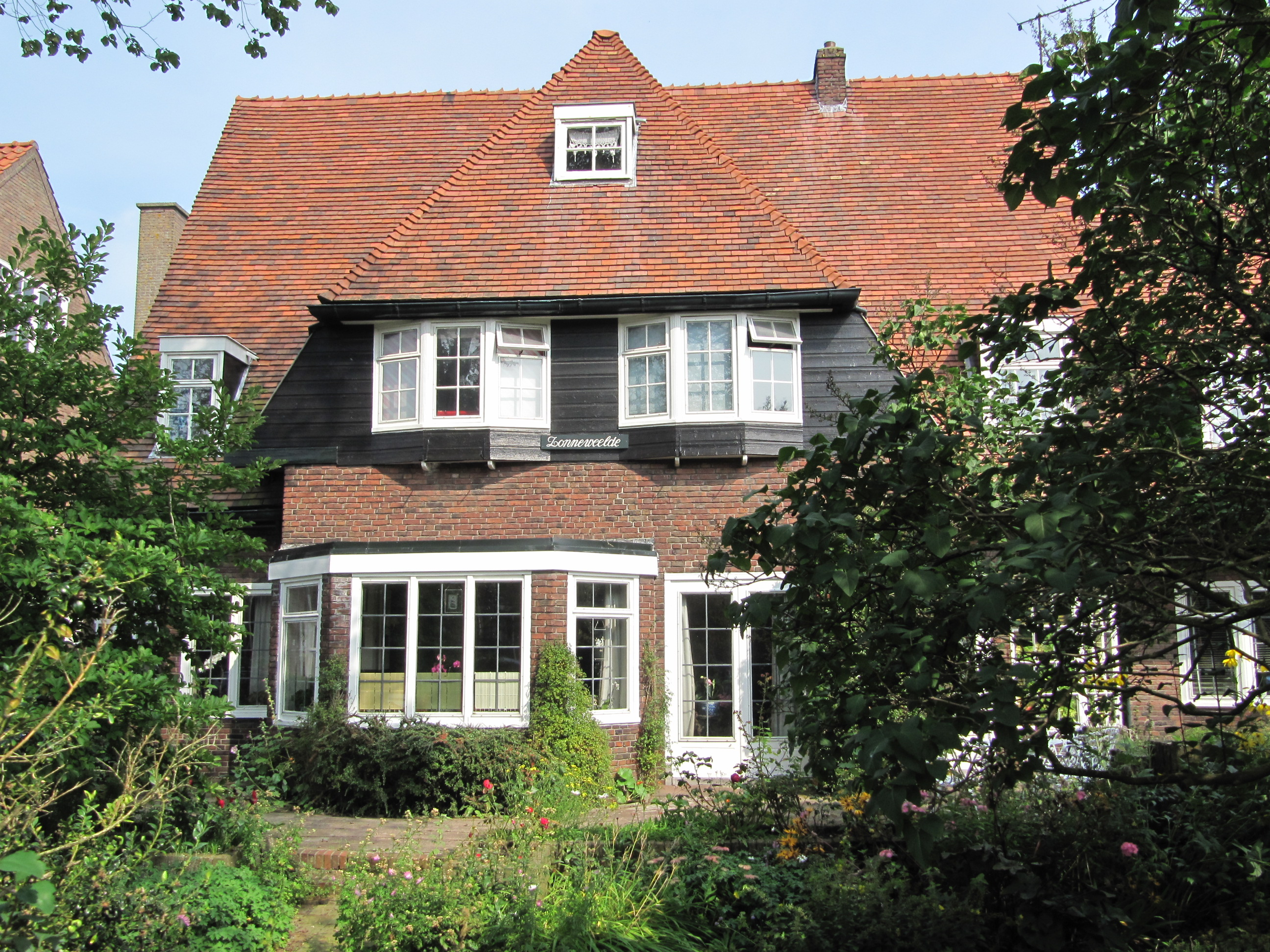
Villa Zonneweelde, Leeuwarden
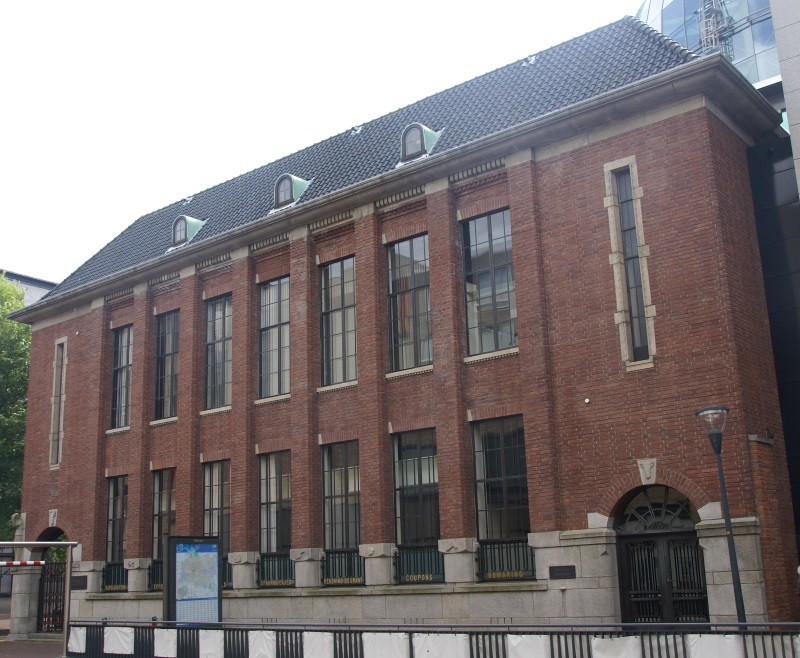
Coöperatieve Zuivelbank, Leeuwarden
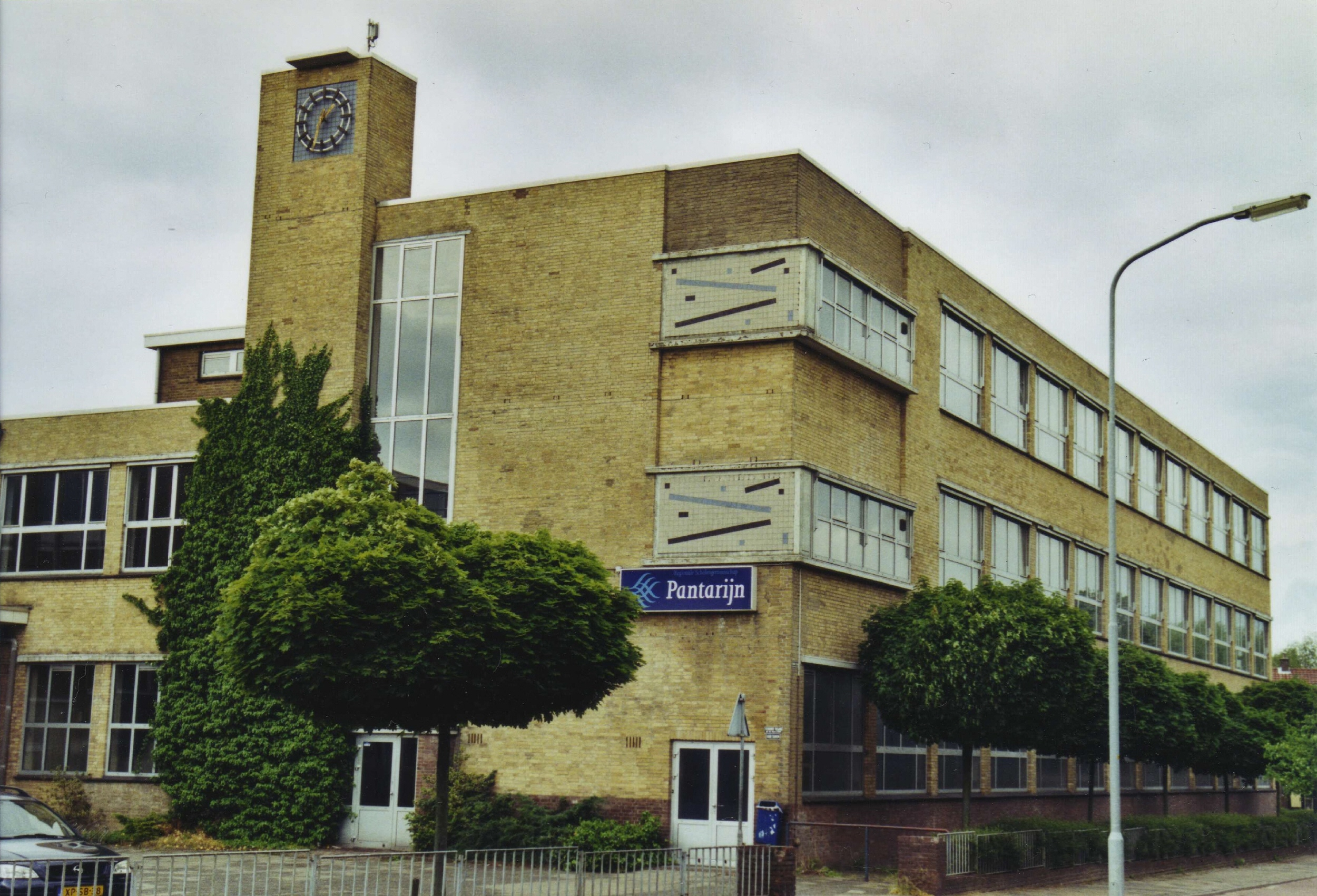
Ambachtsschool, Wageningen
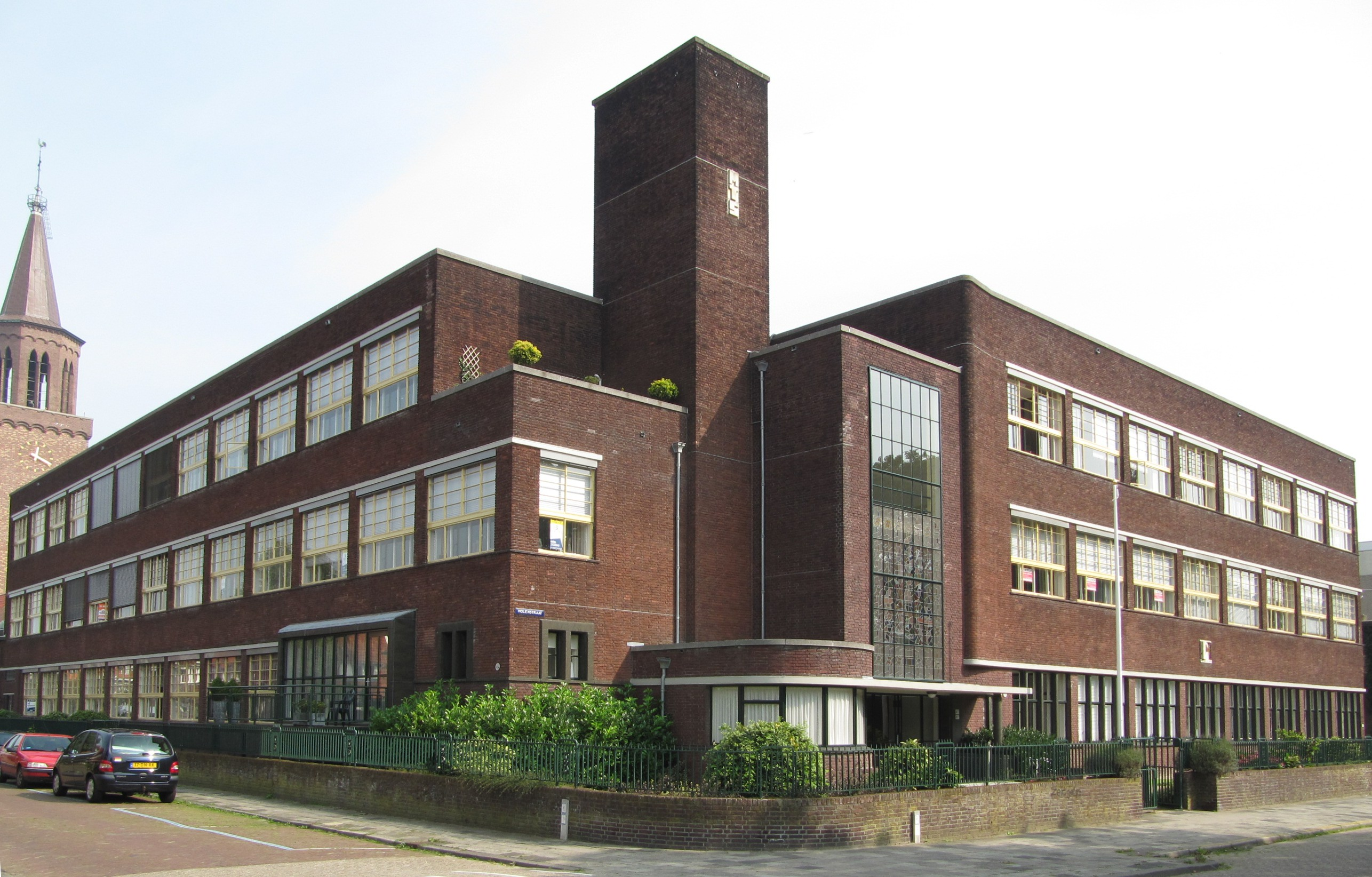
mts, Leeuwarden
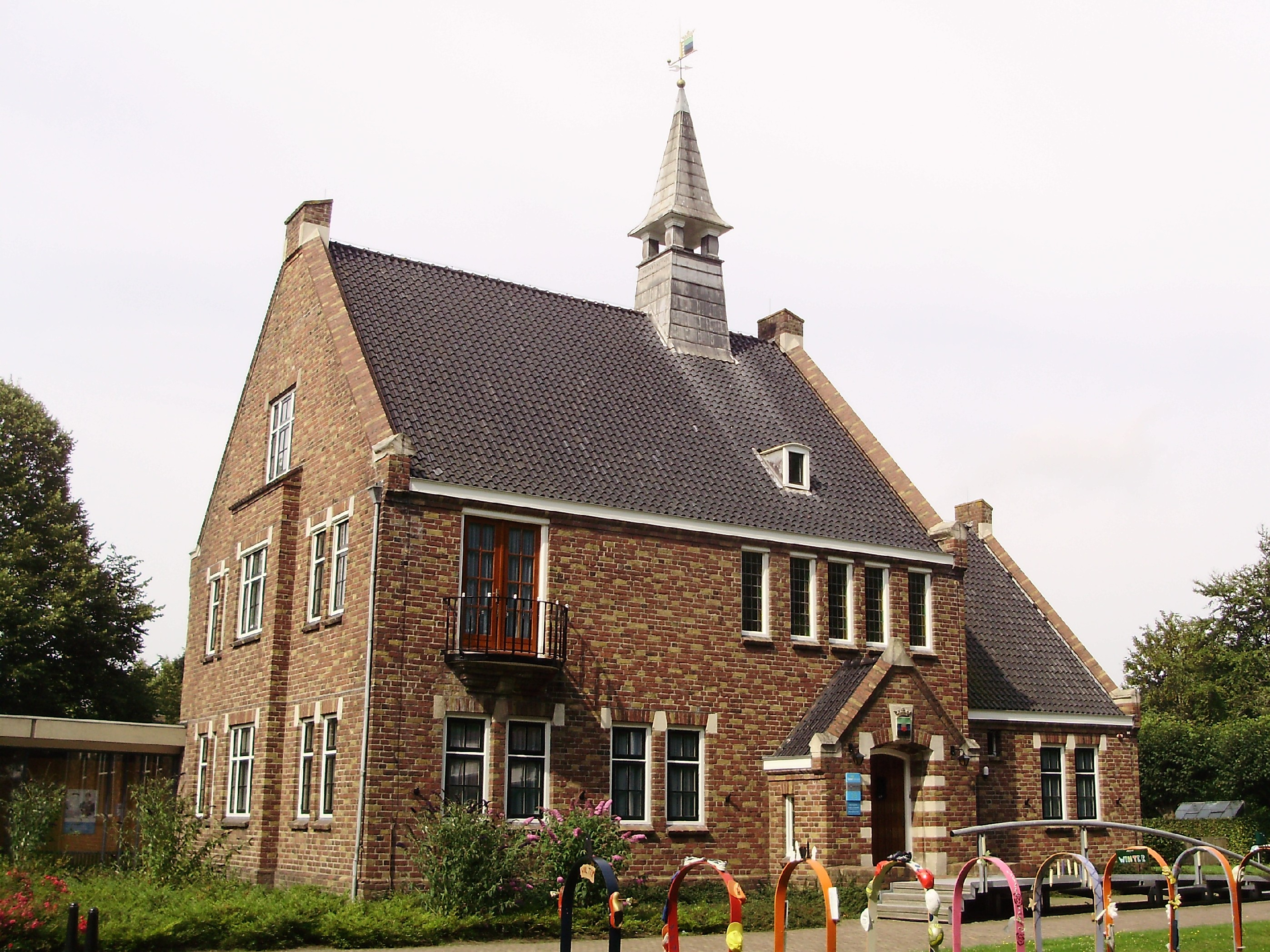
Raadhuis van Hemelumer Oldeferd
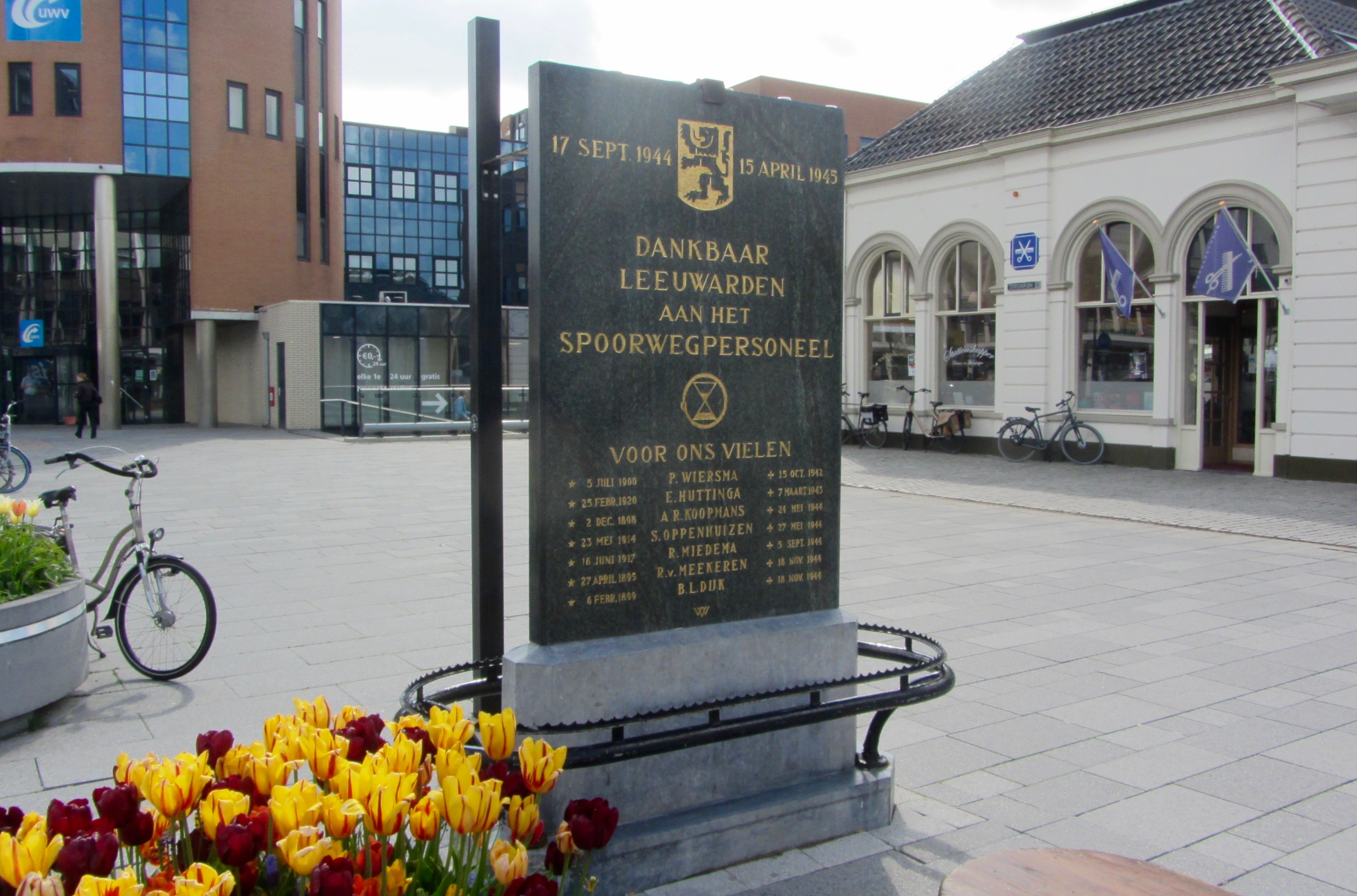
Dankbaar Leeuwarden aan het Spoorwegpersoneel
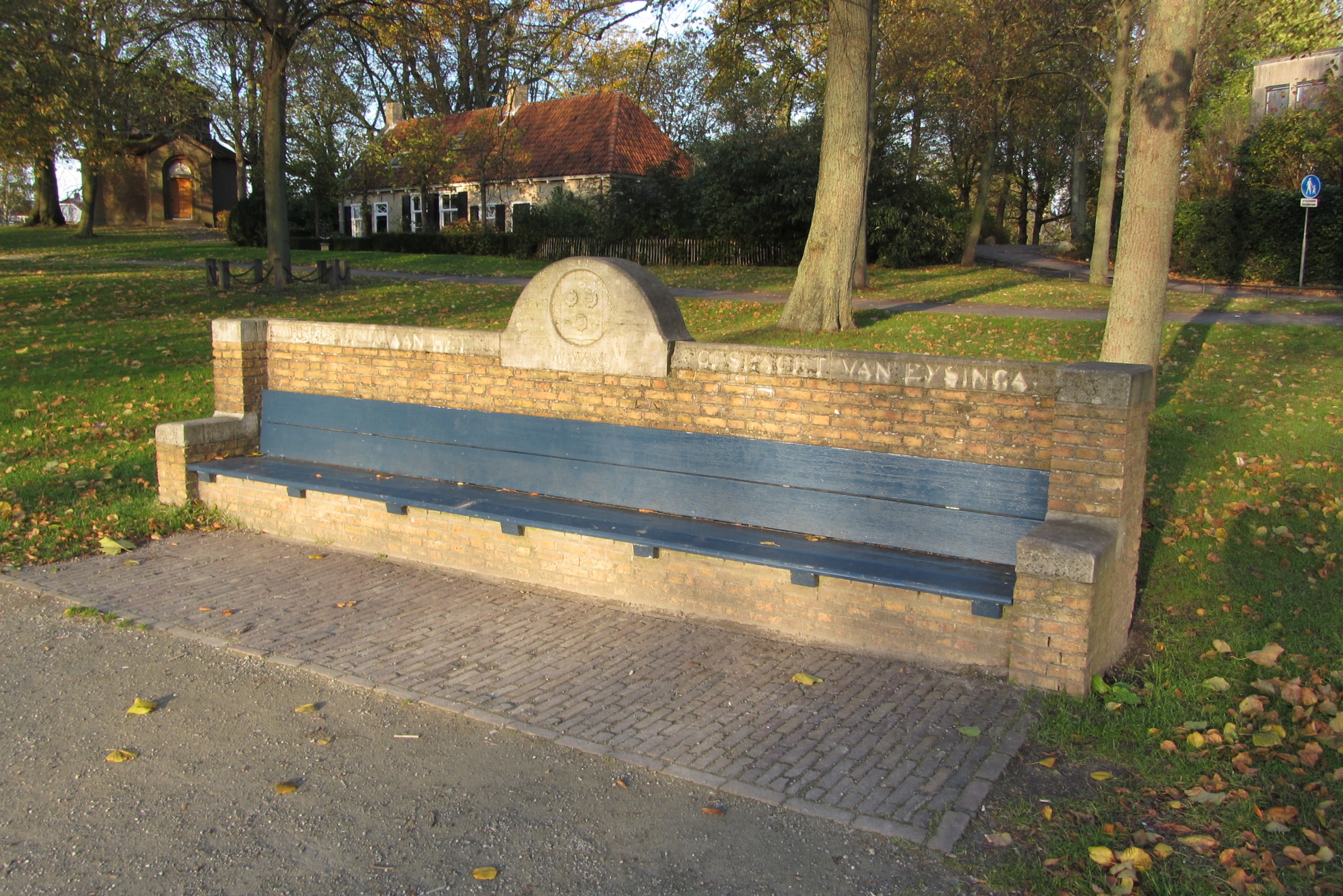
Van Eysingabank, Leeuwarden
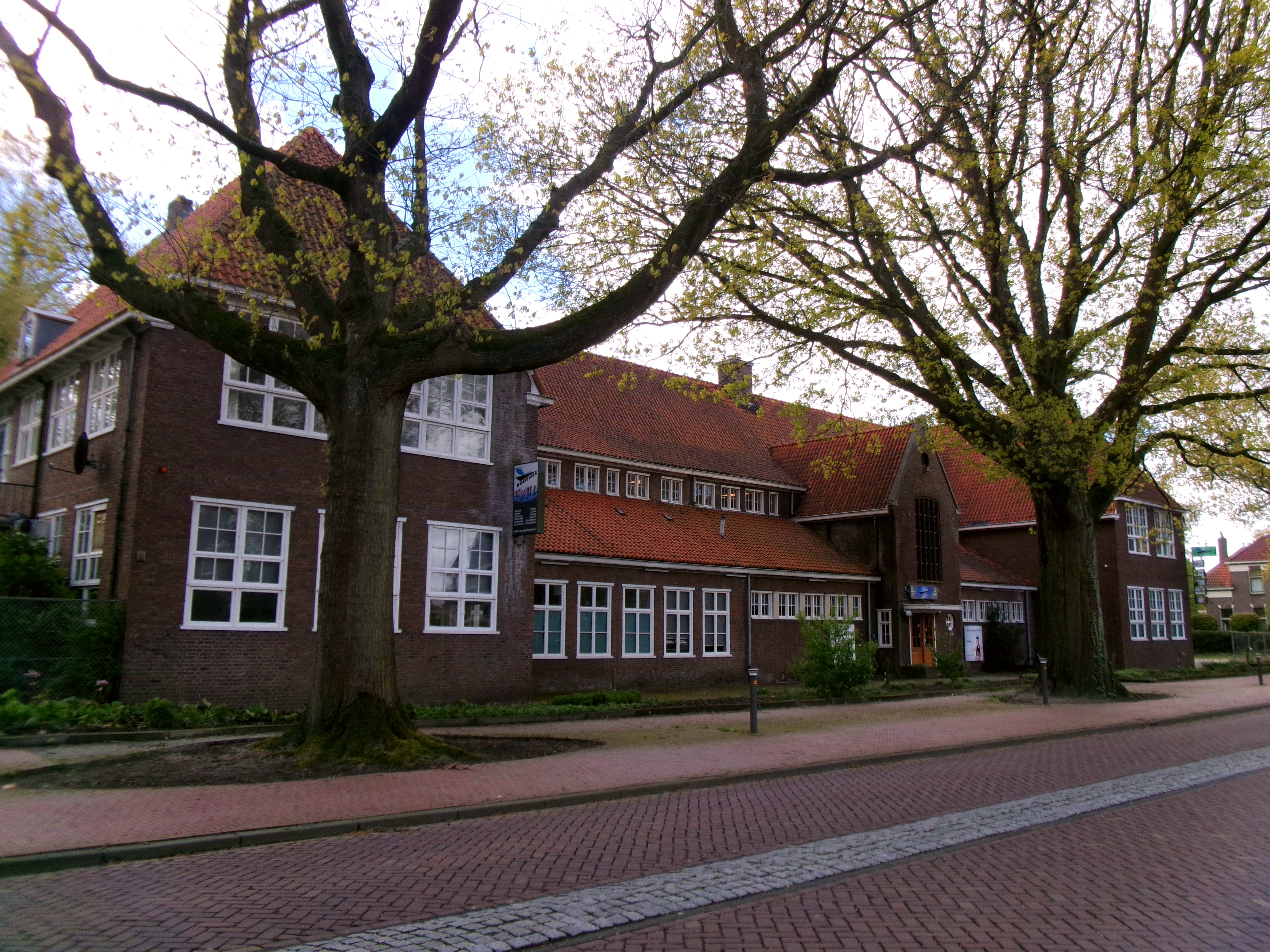
Landbouwhuishoudschool, Veendam